# Quy ước giờ mùa hè

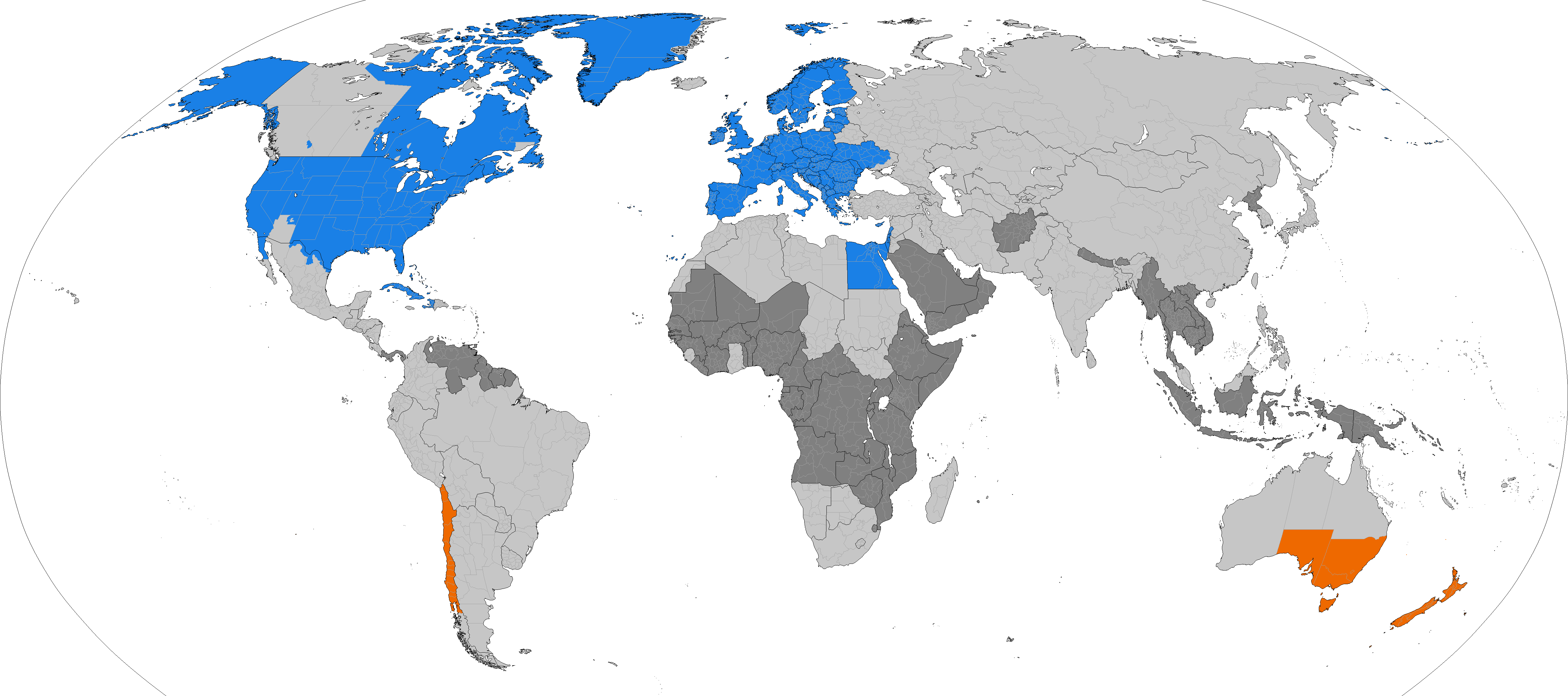
Các vùng thời gian tiết kiệm ánh sáng ban ngày:
Mùa hè bán cầu Bắc
Mùa hè bán cầu Nam
Tiết kiệm ánh sáng ban ngày được sử dụng trước đây
Chưa bao giờ sử dụng tiết kiệm ánh sáng ban ngày

Quy ước giờ mùa hè hay giờ tiết kiệm ánh sáng ban ngày (Tiếng Anh: daylight saving time, Viết tắt: DST) là quy ước chỉnh đồng hồ tăng thêm một khoảng thời gian (thường là 1 giờ) so với giờ tiêu chuẩn, tại một số địa phương của một số quốc gia, trong một giai đoạn (thường là vào mùa hè) trong năm.
Quy ước này thường được thực hiện tại các nước ôn đới hay gần cực, nơi mà vào mùa hè, ban ngày bắt đầu sớm hơn so với mùa đông vài tiếng đồng hồ. Nó có ý nghĩa thực tiễn là giúp tiết kiệm năng lượng chiếu sáng và sưởi ấm, khi tận dụng ánh sáng ban ngày của ngày làm việc từ sớm, giảm chiếu sáng ban đêm nhờ ngủ sớm. Chính vì ý nghĩa này mà một số nước gọi quy ước này với cái tên "Giờ tiết kiệm ánh sáng ban ngày" (daylight saving time trong tiếng Anh). Ví dụ tại phần lớn Hoa Kỳ Lục địa và Canada, thời gian sử dụng "giờ tiết kiệm ánh sáng ngày" bắt đầu từ chủ nhật trong tuần thứ hai của tháng 3 đến chủ nhật trong tuần đầu tiên của tháng 11. Như vậy thời kỳ sử dụng giờ tiết kiệm ánh sáng ngày kéo dài gần như 2/3 năm.

## Thực trạng trên thế giới hiện nay
Mặc dù được nhiều nơi trên thế giới sử dụng, giờ mùa hè phổ biến ở các vĩ độ cao ở Bắc bán cầu.
Bảng dưới đây cho biết lúc bắt đầu và kết thúc của việc chỉnh giờ mùa hè ở một số vùng lãnh thổ. Các đồng hồ được vặn sớm lên một tiếng đồng hồ vào ngày bắt đầu và lùi lại từng này thời gian vào ngày kết thúc. Chú ý, mùa hè ở Nam Bán Cầu tương ứng với mùa đông ở Bắc Bán Cầu.
| Vùng                                                   | Bắt đầu                                                                               | Kết thúc                                                                            |
| ------------------------------------------------------ | ------------------------------------------------------------------------------------- | ----------------------------------------------------------------------------------- |
| Đa phần Bắc Mỹ                                         | 02:00 giờ địa phương, chủ nhật lần thứ hai của tháng 3 (bắt đầu áp dụng vào năm 2007) | 02:00 giờ địa phương, chủ nhật đầu tiên của tháng 11 (bắt đầu áp dụng vào năm 2007) |
| Newfoundland và Labrador                               | 01:00 giờ địa phương, chủ nhật đầu tiên tháng 4                                       | 01:00 giờ địa phương, chủ nhật cuối cùng tháng 10                                   |
| Đa phần Châu Âu lục địa                                | 01:00 UTC, chủ nhật cuối cùng tháng 3                                                 | 01:00 UTC, chủ nhật cuối cùng tháng 10                                              |
| Ai Cập                                                 | 00:00 giờ địa phương, thứ sáu cuối cùng tháng 4                                       | 00:00 giờ địa phương, thứ năm cuối cùng tháng 9                                     |
| Israel                                                 | 02:00 giờ địa phương, thứ sáu cuối cùng tháng 3                                       | 02:00 giờ địa phương, chủ nhất của tháng Tishrei giữa Rosh Hashanah và Yom Kippur   |
| Cuba                                                   | 00:00 giờ địa phương, chủ nhật của tháng 3                                            | 00:00 giờ địa phương, chủ nhật của tháng 11                                         |
| Úc (Ngoại trừ Tây Úc, Queensland và Lãnh thổ phía Bắc) | 02:00 giờ địa phương, chủ nhật đầu tiên tháng 10                                      | 02:00 giờ địa phương, chủ nhật đầu tiên tháng 4                                     |

## Lịch sử
Một số người nói đến Benjamin Franklin như là người đầu tiên gợi ý về quy ước giờ mùa hè trong một bức thư gửi đến Tạp chí Paris . Tuy nhiên bức thư này chỉ muốn gợi ý mọi người nên dậy sớm vào mùa hè. Quy ước được nhắc đến lần đầu tiên một cách nghiêm túc bởi William Willett trong bài viết Waste of Daylight (Lãng phí ánh sáng ban ngày) , xuất bản năm 1907, nhưng Quốc hội Anh đã chưa muốn thông qua quy ước này, dù Willett đã bỏ nhiều công sức vận động hành lang.
Quy ước giờ mùa hè được chính phủ Đức áp dụng khi xảy ra Chiến tranh thế giới thứ nhất khoảng từ 30 tháng 4 năm 1916 đến 1 tháng 10 năm 1916. Ngay sau đó, Anh Quốc cũng theo chân, bắt đầu từ 21 tháng 5 năm 1916 đến 1 tháng 10 năm 1916. Quy ước này cũng được áp dụng tại Pháp từ 1916 đến 1946, với sự không tương thích giữa vùng tự do và vùng bị Đức chiếm đóng.
Vào ngày 19 tháng 3 năm 1918 Quốc hội Hoa Kỳ đặt ra một số múi giờ và chính thức áp dụng quy ước giờ mùa hè, có hiệu lực từ 31 tháng 3, cho những năm tháng tiếp theo của Chiến tranh thế giới thứ nhất (1918 đến 1919). Bộ luật này đã vấp phải nhiều phản đối từ nhân dân và đã bị rút lại sau đó. Quy ước giờ mùa hè quay trở lại Mỹ ngày 9 tháng 2 năm 1942, như một biện pháp tiết kiệm tài nguyên trong thời kì tham gia Chiến tranh thế giới thứ hai. Khi chiến tranh kết thúc, luật này lại được bãi bỏ vào ngày 30 tháng 9 năm 1945.
Brasil bắt đầu áp dụng quy ước giờ mùa hè năm 1931, nhưng sau đó có những lần bãi bỏ.
Ireland và Ý, rồi tiếp đến là đa phần các nước châu Âu, đã bắt đầu tái áp dụng quy ước sau khi chiến tranh kết thúc. Tại Đức, từ 1947 đến 1949, quy ước còn được áp dụng đến 2 lần trong năm, với tên gọi Hochsommerzeit; các đồng hồ được chỉnh thêm một giờ nữa từ 11 tháng 5 đến 29 tháng 6.
Năm 1966 Mỹ ra Luật Thống nhất Thời gian yêu cầu toàn quốc áp dụng quy ước giờ mùa hè từ chủ nhật cuối cùng của tháng 4 đến chủ nhật cuối cùng của tháng 10 hằng năm. Khủng hoảng năng lượng 1973 khiến Mỹ phải bắt đầu giờ mùa hè sớm hơn vài tháng vào năm 1974 (chủ nhật đầu tiên của tháng 1) và 1975 (chủ nhật cuối cùng của tháng 2).
Cuộc khủng hoảng này cũng là nguyên nhân để Pháp chính thức áp dụng quy ước giờ mùa hè từ năm 1976. Toàn bộ Cộng đồng châu Âu thực hiện việc đổi giờ mùa hè từ thập niên 1980.
Từ năm 1985, các bang miền nam Brasil chính thức áp dụng quy ước giờ mùa hè, với ngày bắt đầu chỉnh đồng hồ thay đổi tùy vùng.
Năm 1986 Trung Quốc thử nghiệm quy ước giờ mùa hè. Cùng năm Mỹ đổi ngày bắt đầu giờ mùa hè sang chủ nhật đầu tiên của tháng 4.
Vào thập niên 1990, Trung Quốc dần bãi bỏ quy ước giờ mùa hè và áp dụng giờ thống nhất toàn quốc không thay đổi.
Năm 1998, điều luật 2000/84/CE của Nghị viện châu Âu và Hội đồng châu Âu quy ước thống nhất lịch đổi giờ tại tất cả các nước thành viên.